# Игуманија Ангелина (Драпшин)
Ангелина Драпшин (Турија код Србобрана, 17. јануар 1912 — Манастир Јазак, 20. новембар 1990) била је монахиња Српске православне цркве и схи-игуманија Манастира Јазак.

## Биографија
Схи-игуманија Ангелина (Драпшин), рођена је 17. јануара 1912. године у селу Турија код Србобрана, од честитих и побожних родитеља. Њен брат је био генерал Петар Драпшин а отац солунски борац а кћерка монахиња Параскева.
Основну школу завршила је у родном месту. Ступа у Манастир Јазак код Ирига на Фрушкој гори, 1953. године заједно са својом биолошком кћерком монахињом Параскевом где обнављају манастир. Постављена је за старешину игуманију манастира 1964. године.
Заслугом игуманије Ангелине 1975. године подигнута је зимска капела у манастиру те године, поново уређени амбари, ракиџиница и штале, у којима је десетак крава обезбеђивало млечне производе за ревносну заједницу. На заузимање способне игуманије Ангелине, у покрајинском Заводу за заштиту споменика културе и Водној заједници у Сремској Митровици, коначно је изграђен мост, који омогућава сасвим лагодан приступ светињи.
Велику схиму је примила 1990. године од стране епископа сремскога господина Василија Вадића. Упокојила се у Господу 20. новембра 1990. године у Манастиру Јазак, сахрањена је у порти манастира.